# Хумеринд, Айно Рудольфовна
Айно Рудольфовна Хумеринд (эст. Aino Humerind; 28 ноября 1928, Таллин — 20 июня 2014, Таллин) — советская волейболистка, нападающая, игрок сборной СССР (1955). Мастер спорта СССР (1953).

## Биография
На протяжении всей своей спортивной карьеры (1948—1962) выступала за таллинский «Калев». В 1951 году окончила Тартуский государственный университет.
В 1955 году в составе сборной СССР стала серебряным призёром чемпионата Европы. В составе студенческой сборной СССР в 1953 и 1955 годах становилась победителем Всемирных студенческих игр.
После окончания игровой карьеры работала тренером-преподавателем в Эстонии. Автор книги «Волейбол» (1971) и методических пособий по волейболу.